# Tzantzismo
Le tzantzismo est un mouvement culturel des années 1960 en Équateur. Fondé en 1962 à Quito par Marco Muñoz et Ulises Estrella, il fut rejoint par d'autres membres au cours des années 1960, dont le poète Rafael Larrea, et influença des écrivains et intellectuels équatoriens d'importance comme Jorge Enrique Adoum, César Dávila Andrade (es), Abdón Ubidia et Agustín Cueva (es). Le tzantzismo s'exprime notamment au travers de la poésie, et dans une moindre mesure du théâtre et des romans.
Ce mouvement littéraire qui se revendiquait révolutionnaire surgit en réaction à la dégradation et à l'embourgeoisement supposé de l'art littéraire. Le tzantzismo revendique au contraire une attitude révolutionnaire, dans l'art aussi bien que dans la politique. Toutefois, le mouvement a été critiqué comme étant resté au niveau de la proclamation et du geste politique (abolition de la culture officielle, lectures publiques). L'un de ses principaux représentants est sans doute Raúl Arias, dont le recueil Poesias en bicicleta est peut-être l'une des illustrations les plus authentiques du tzantzismo. Le mouvement se dissout en 1969, en particulier à la suite de divergences idéologiques entre ses fondateurs.